# Moritz Uhl
Moritz Uhl (* 2004 in Wien) ist ein deutscher Schauspieler.

## Leben
Moritz Uhl sammelte erste schauspielerische Erfahrungen bereits als Kind. Ab seinem 7. Lebensjahr betrieb er neben der Schule regelmäßig als Hobby die Schauspielerei. Seine Eltern, die beide im schauspielerischen Bereich tätig sind, gaben ihm Hilfestellungen und unterstützen ihn bei Castings. In den Jahren 2011/12 wirkte er jeweils im Sommer bei den Burgspielen Forchtenstein in dem Kindermusical Rups, der kleine Ritter mit. Er besuchte Schauspielworkshops für Kinder und spielte beim Wiener Kindertheater.
2012 stand er für die österreichische Fernsehserie Janus, in der er Florian Benedikt, den an einer Krankheit leidenden Sohn des Psychologen Dr. Leo Benedikt (Alexander Pschill) und der Pharmakologin Dr. Agnes Benedikt (Barbara Romaner) spielte, zum ersten Mal vor der Kamera. Es folgten Kinderrollen in österreichischen und deutschen TV- und Kinoproduktionen unter der Regie von Zoltan Spirandelli, Christine Nagel, Dominik Hartl, Stefan Bühling und Lars Becker, in denen er u. a. an der Seite von Tanja Wedhorn, Katinka Auberger, Tim Oliver Schultz, Ursula Strauss, Harald Krassnitzer, Fritz Karl und Jessica Schwarz zu sehen war. In der 6. Staffel der österreichischen Krimiserie Schnell ermittelt (2018) übernahm er eine Episodenrolle.
Seit 2024 spielt Uhl eine der Hauptrollen in der österreichischen Coming-of-Age-Serie School of Champions. Er verkörpert den „ruhigen“ und „einsamen“ aus München stammenden Nachwuchs-Skifahrer Georg Stoiber, der an einer österreichischen Elite-Skiakademie trainiert, und der in der 2. Staffel in der Beziehung mit dem Barkeeper Oscar (Langston Uibel) sein privates und öffentliches Coming-out hat.
Moritz Uhl betrieb ab seinem 8. Lebensjahr bis zu seinem 15. Lebensjahr Leistungssport im Turm- und Wasserspringen im Schulleistungssportzentrum Wien-West und gewann mehrere Meistertitel im Juniorenbereich. Er lebt in Wien.

## Filmografie (Auswahl)
- 2013: Janus (Fernsehserie, Seriennebenrolle)
- 2013: Wo ich wohne – Ilse Aichinger (Dokumentarfilm)
- 2014: Die Kraft, die Du mir gibst (Fernsehfilm)
- 2015: Beautiful Girl (Kinofilm)
- 2015: Die weiße Schlange (Fernsehfilm)
- 2015: Meine fremde Frau (Fernsehfilm)
- 2016: Plattensee (Kurzfilm)
- 2017: Reich oder tot (Fernsehfilm)
- 2018: Schnell ermittelt: Dominik Fiedler (Fernsehserie, eine Folge)
- seit 2024: School of Champions (Fernsehserie, Serienhauptrolle)

## Hörspiele (Auswahl)
- 2016: Teresa Präauer: Für den Herrscher aus Übersee (Bruder) – Bearbeitung und Regie: Götz Fritsch (Hörspielbearbeitung – SWR/ORF)[11]